# Abel Smith (homme politique)
Pour les articles homonymes, voir Abel Smith.
Abel Smith (30 décembre 1829 – 30 mai 1898) est un propriétaire terrien anglais de la famille bancaire Smith et un homme politique conservateur. 

## Biographie
Smith est le fils d'Abel Smith (1788-1859) et de son épouse Frances Anne Calvert. Son père est député de diverses circonscriptions et sa mère est la fille du général Harry Calvert (en). 
Il est élu député de Hertfordshire en 1854, mais perd le siège en 1857. Son père est décédé en 1859 et il hérite du domaine de Woodhall Park, Hertfordshire, et de diverses autres propriétés. Il est réélu pour le Hertfordshire en 1859 et perd le siège à nouveau en 1865. 
En 1866, il est de nouveau élu pour le Hertfordshire, occupant le siège jusqu'à ce que la circonscription soit abolie en 1885, puis est alors élu député de Hertford et occupe le siège jusqu'à sa mort. Il est également seigneur du manoir de Rennesley  et juge de paix. 
Smith épouse Susan Emma Pelham, fille de Henry Pelham (3e comte de Chichester), le 7 avril 1853. Leur fils Abel Henry Smith est ensuite député de Hertford. 